# Thiacidas superba
Trisula superba là một loài bướm đêm trong họ Noctuidae.